# 17-я отдельная гвардейская бригада радиоэлектронной борьбы
17-я отдельная гвардейская бригада радиоэлектронной борьбы (сокр. 17 обррэб, в/ч 11666) — тактическое соединение Войск радиоэлектронной борьбы Вооружённых сил Российской Федерации.
Формирование входит в состав Восточного военного округа. Пункт постоянной дислокации — город Хабаровск.

## История
18 апреля 1942 года приказом командующего Дальневосточного фронта из личного состава 16-го отдельного запасного полка была сформирована 683-я отдельная кабельно-шестовая рота, которая стала основоположницей 17-й отдельной бригады РЭБ. 18 апреля 1942 года считается днём образования соединения.
В 2013 году бригада принимала участие в борьбе с последствиями масштабного паводка на Амуре. Выполнялись задачи по дезинфекции населённых пунктов, восстановлению дорог и мостовых переходов, подвозу продовольствия и питьевой воды в труднодоступные районы. Более 14 тыс. тонн силоса, пшеницы, овса, гороха и сена перевезли военнослужащие бригады РЭБ, вместе с другими подразделениями, в пострадавшие от паводков районы.
По итогам 2016 года войсковая часть стала лучшим соединением радиоэлектронной борьбы среди соединений и воинских частей РЭБ Сухопутных войск Вооружённых сил Российской Федерации.
26 июня 2025 года Указом президента Российской Федерации бригаде присвоено почётное наименование «гвардейская» за «массовый героизм и отвагу, стойкость и мужество проявленные личным составом бригады в боевых действиях по защите Отечества и государственных интересов в условиях вооружённых конфликтов».

## Описание
Бригада является основным соединением РЭБ ВВО. В её задачи входит подавление элементов систем управления войсками (силами) и оружием любого вероятного противника на восточном театре военных действий.
На вооружении бригады находятся, в числе прочего, комплексы РЭБ «Красуха-С4», «Мурманск-БН», «Москва», АЗПП «Леер-3».